# ヤギ

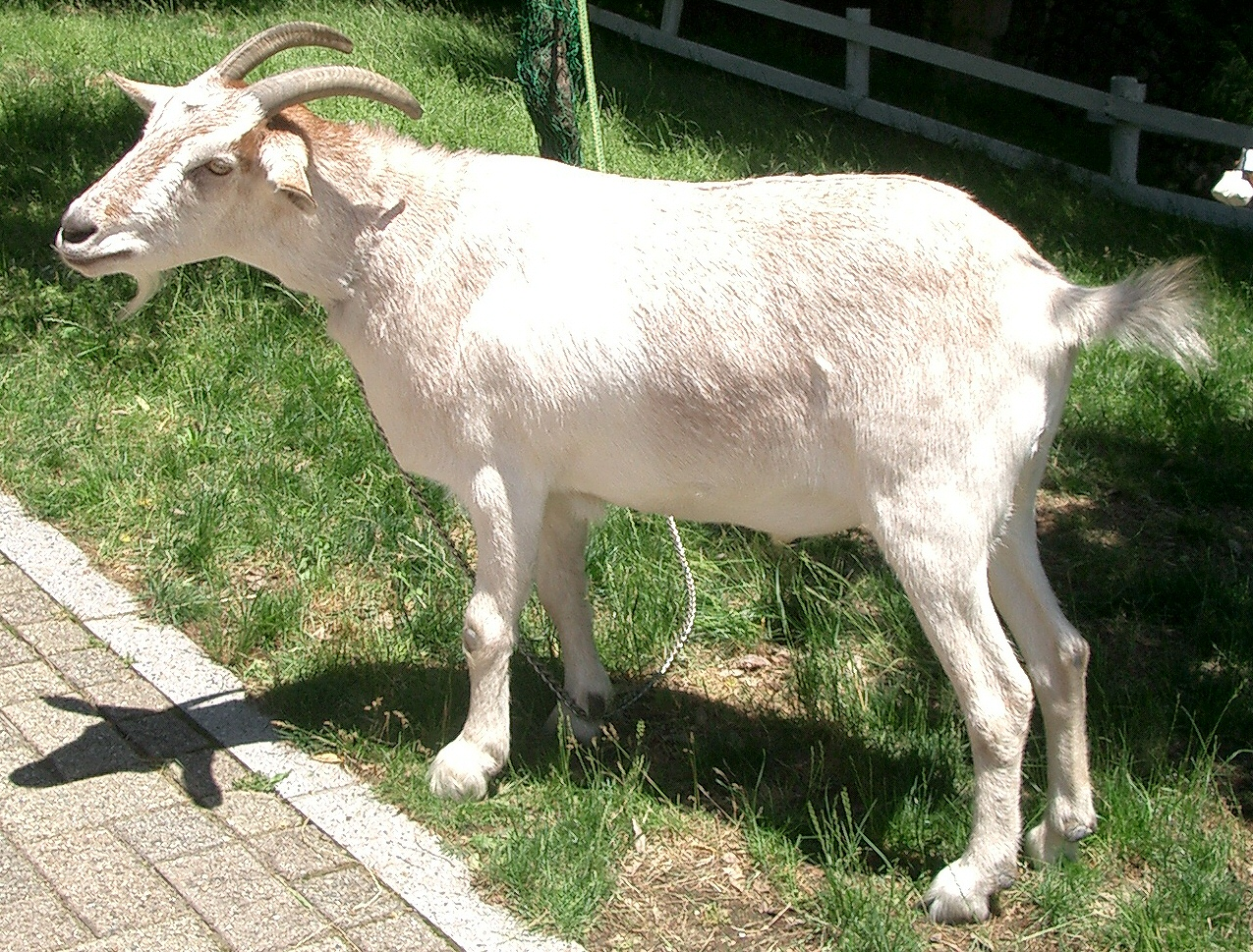
山羊。

ヤギ（山羊、野羊、羜、英: Goat）は、ウシ科ヤギ属（Capra）の動物の総称であり、狭義にはそのうちの家畜種 Capra hircus（分類によっては C. aegagrus の亜種 Capra aegagrus hircus）、家畜ヤギを指す。

## 特徴

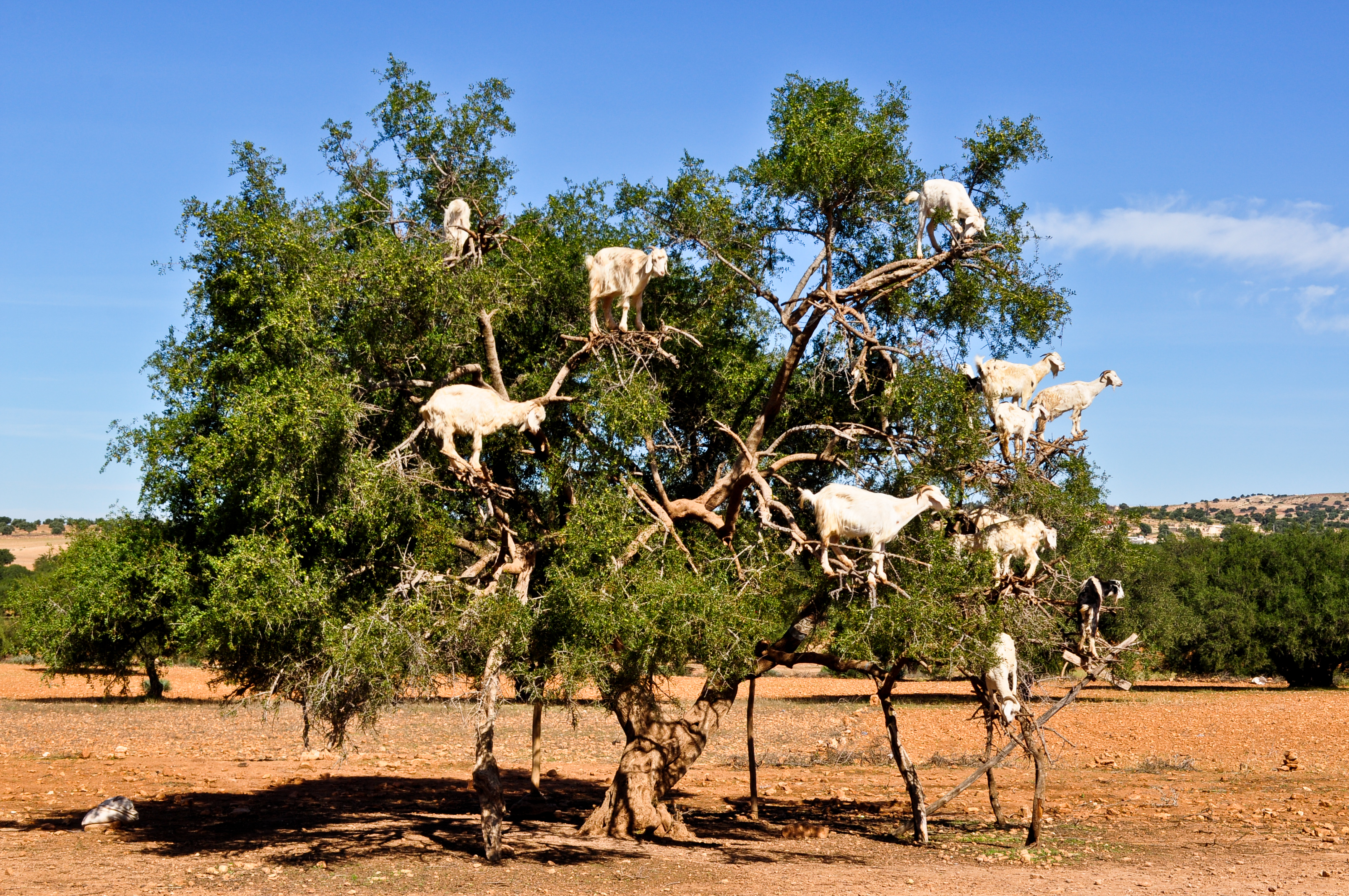
アルガンノキに登って葉を食べる山羊。

家畜としてのヤギは大人しくてあまり動かない草食動物というイメージがあるが、本来は非常に俊敏で行動的である。全体的に高くて狭い場所、特に山岳地帯の岩場などを好む種が多く、人間が登れないような急な崖においても、ヤギは素早く登ることができる。
古くから人類に親しまれている家畜ではあるが、人馴れしていない個体は見知らぬ者を見ると攻撃してくることがあり、その際の突進の力は強力なものであるため、不用意に近づくと怪我をするので要注意である。舌はザラザラとしていてやすりのようである。
ヤギは、幸せな人の写真と怒っている人の写真を区別できることから、ヤギが人間の感情状態を認知することができると示唆されている。
ヤギ（やぎ）は大和言葉であるが、漢字では中国語と同じ「山羊」を使う。

### 眼
肉食獣への警戒で広い水平視野角を必要とすることから、瞳孔は水平に長く、頭を50度以上傾けても水平を保つようになっている。

### 角
基本的に歪曲した2本の角を持つ。まれに突然変異で多角になる場合（polycerate goat）もある。角は、防衛、縄張りの維持、群れの序列、体温調整に使われる。

### ヒゲ
雄は優性遺伝、雌は劣性遺伝でアゴヒゲが生えるが、雌も出産などでホルモンバランスが崩れるとヒゲが生え、雄は去勢されるとヒゲが比較的薄くなる場合がある。ヒゲがある方が雌の好感度が高く、発情期になると雄はヒゲまわりに自分の尿をつけて雌へのアピールとする。

### 繁殖
季節繁殖で秋に繁殖し、妊娠期間は約5か月（約150日）である。
乳首は基本的に2個であるが、ヤギの品種によってばらつきがありボア種ヤギになると8個持つ。
ヤギは2倍体で、染色体数は2n=60である。

### 寿命
平均10‐15歳とされる。

### 紙食について
一般的にヤギは紙を食べるというイメージが強いが、ヤギが食べても問題のない紙はコウゾやミツマタを原料にした伝統和紙である。現代の日本文化にこのような和紙が登場することは極めて稀で、製造工程において有害な薬品が添加される洋紙はヤギの胃では消化できず、食べると腸閉塞を起こして死に至るため、決して与えてはならない。

### ギャラリー

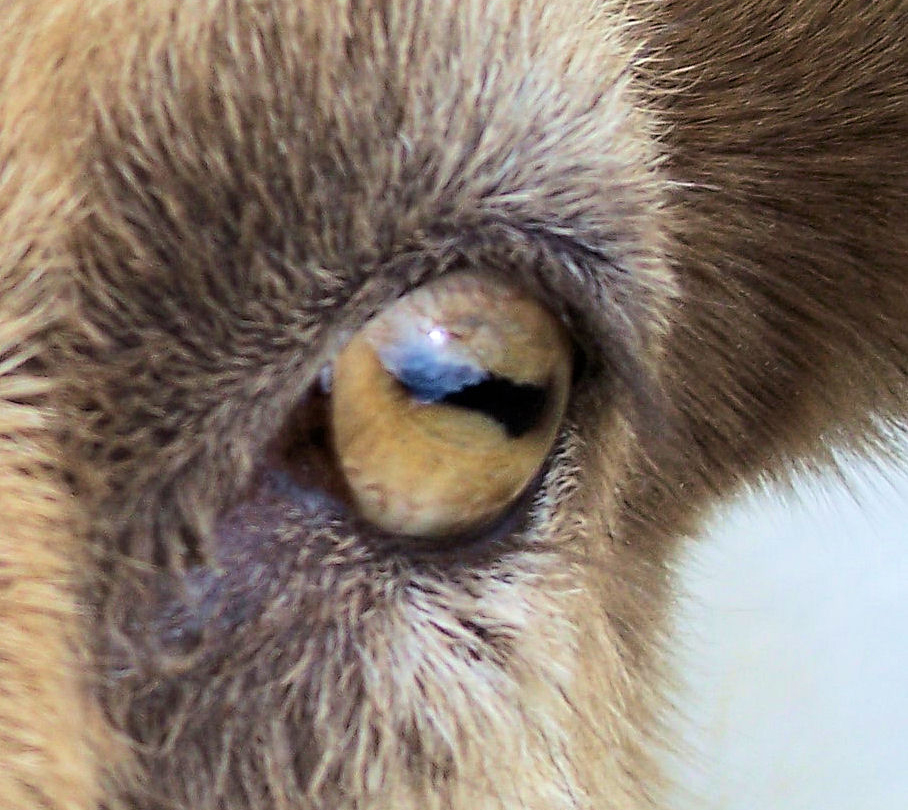
ヤギの目
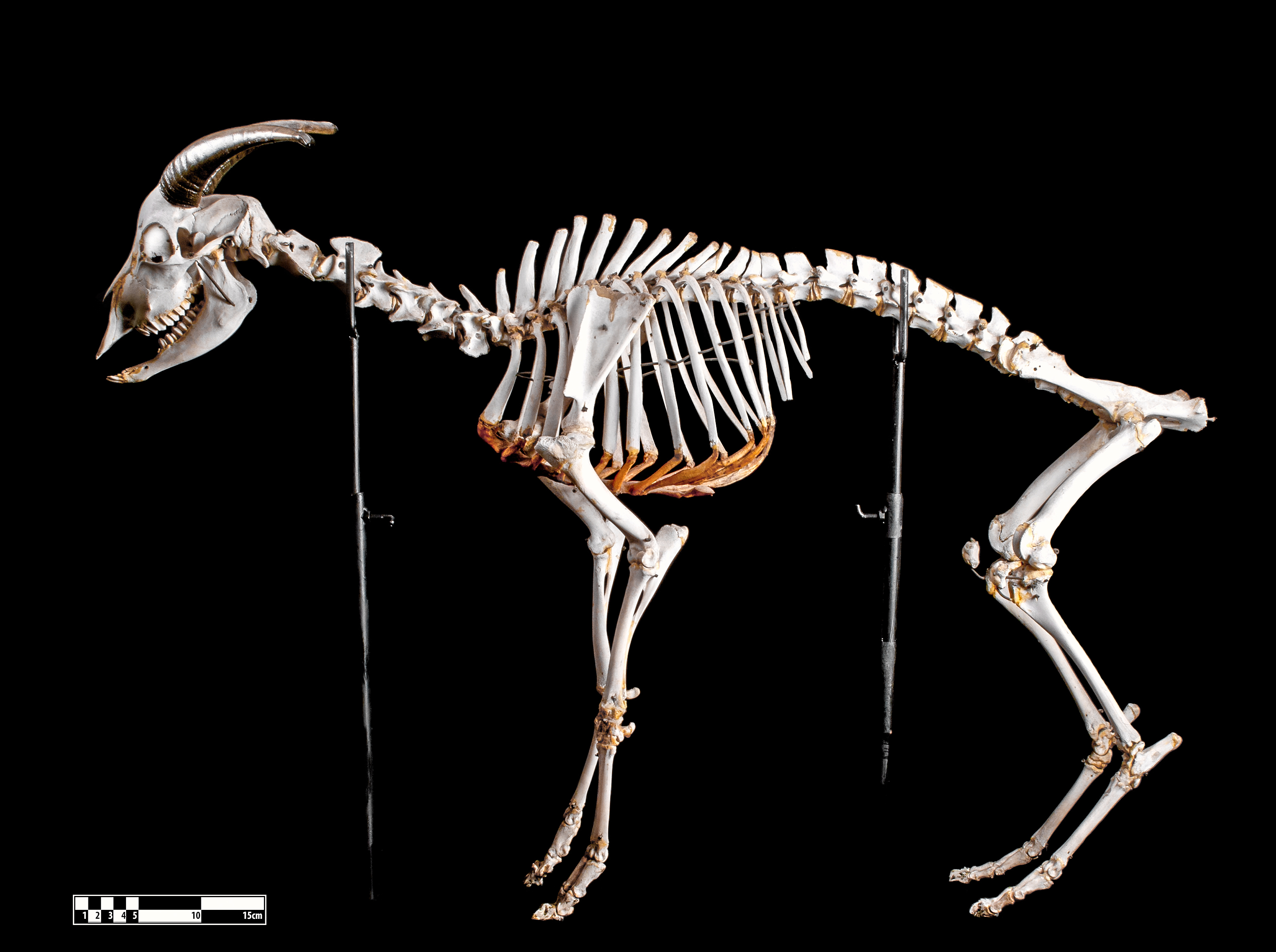
ヤギの骨格
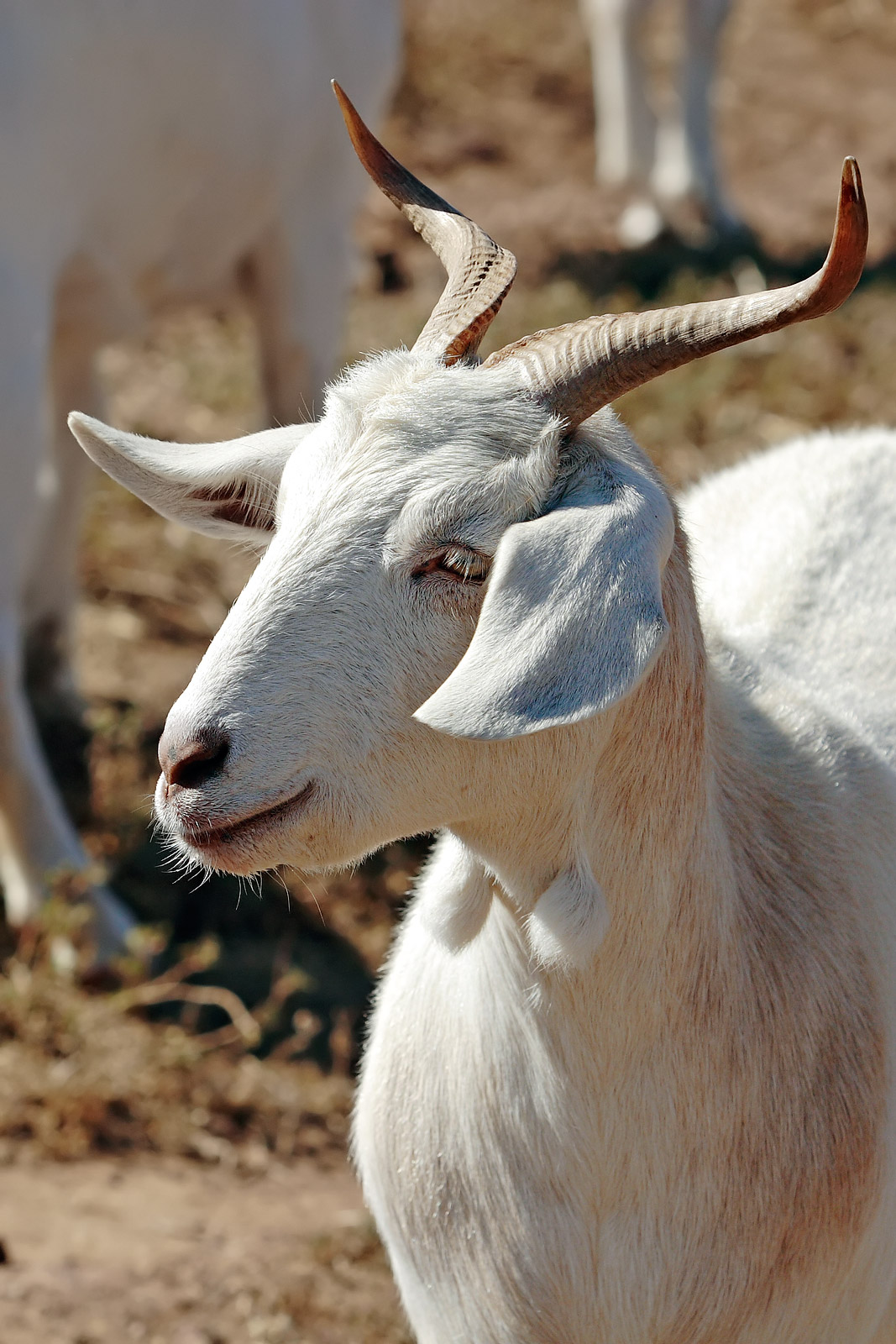
首にある肉垂
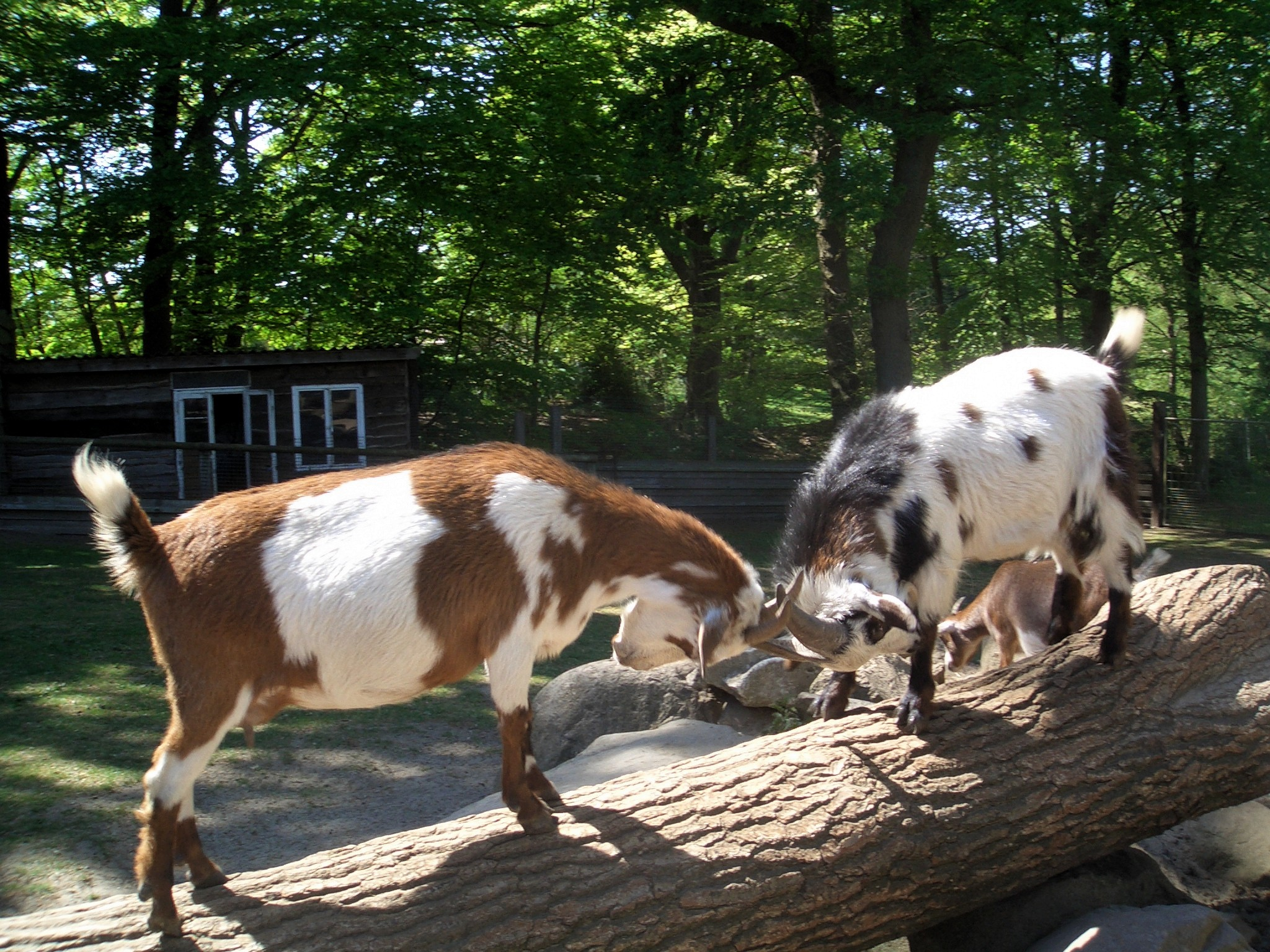
序列を決める戦い。

## 家畜としてのヤギ
ヤギは家畜として大昔から飼育され、用途により乳用種、毛用種、肉用種、乳肉兼用種などに分化し、その品種は数百種類に及ぶ。ヤギは粗食によく耐え、険しい地形も苦としない。そのような強靭な性質から、山岳部や乾燥地帯で生活する人々にとって貴重な家畜となっている。
ユーラシア内陸部の遊牧民にとっては、ヒツジ、ウシ、ウマ、ラクダとともに5種の家畜（五畜）のひとつであり、特にヒツジと比べると乾燥に強いため、西アジアの乾燥地帯では重要な家畜であり、その毛がテントの布地などに使われる。
ヤギの乳質はウシに近く、乳量はヒツジよりも多い。明治以降、日本でも数多くのヤギが飼われ、「貧農の乳牛」とも呼ばれたが、高度経済成長期を境として減少傾向にある。しかし、近年ではヤギの愛らしさ、粗放的飼育に耐えうる点等が再評価されつつある。これを受けて、ヤギ愛好者・生産者・研究者が一堂に会する「全国山羊サミット」が年に1回、日本国内で毎年開催場所を変えて開催されており、年々盛況になっている。

### 家畜化の歴史
ヤギは新石器時代の紀元前7千年ごろの西アジアの遺跡から遺骨が出土しており、家畜利用が始まったのはその頃と考えられている。したがって、ヤギの家畜化はイヌに次いで古いと考えられる。しかしながら、野生種と家畜種の区別が難しく、その起源については確定的ではない。またパサン（ベゾアール）が家畜化されたと考えられているが、ヤギ属他種との種間雑種に由来する説もある。
したがって、初めて搾乳が行われた動物はヤギと考えられ、チーズやバターなどの乳製品も、ヤギの乳から発明された。乳用のほか、肉用としても利用され、皮や毛も利用される。群れを作って移動するヤギは、遊牧民の生活にも都合が良く、肉や毛皮、乳を得ることを目的として、家畜化された結果、分布域を広げていったと考えられる。一方、農耕文明においては飼育されていたものの遊牧民ほどは重宝しなくなった。ヤギは農耕そのものには役に立たず、ヒツジの方が肉や毛皮が良質であり、また、新たに家畜化されたウシの方が乳が多く農作業に適していたからである。ただし、現在でも多くの品種のヤギが飼育されている。
宗教上ウシやブタを利用しない文化においても、重要な家畜とされる。子ヤギ（キッド）の革は脂肪分が少なく、現代でも靴や手袋を作るのに用いられるが、西洋では12世紀以降、4-6週の子ヤギの革が、羊皮紙の原料としてヒツジ革と競合した。
日本の在来種については、15世紀頃に東南アジアから持ち込まれた小型山羊が起源とされる。また、ヤギは粗食に耐えることから、18 - 19世紀の遠洋航海者が重宝して船に乗せ、ニュージーランドやオーストラリア、ハワイなどに持ち込んだ経緯がある。ペリー艦隊も小笠原諸島などにヤギを持ち込んでいる。日本ザーネン種については明治以降に欧米より輸入された。1775-1776年に蘭館医師として日本に滞在したスウェーデン人カール・ツンベルク（トゥーンベリ）は、「彼らはヒツジもヤギも持っていない」と記している。ただし琉球王国や九州では、既に家畜化されていたようである。また、後述のシバヤギは、キリシタン部落と呼ばれた集落で飼われ、隠れキリシタンの貴重な食料源となっていたとされる。

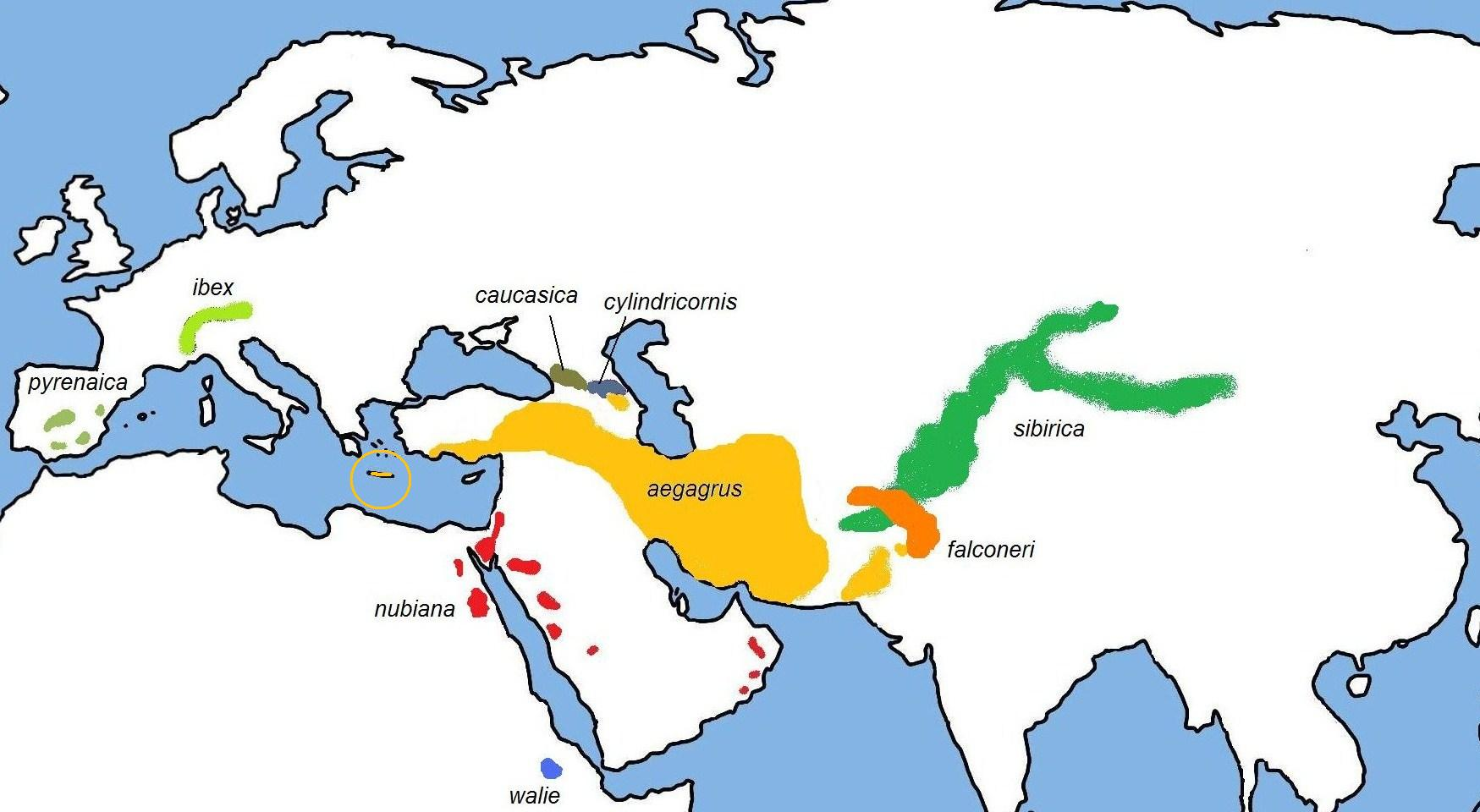
ヤギ属の生息域分布を示す図。黄土色が家畜ヤギの祖先種である C. aegagrus。

ヤギの家畜化の歴史は、ヒツジの家畜化の歴史と同じくらいに古く、（2007年時点における）ほとんどの考古学者が、前9千年紀半ば（PPNB前期）に南東アナトリアのタウルス山脈南麓で、ヤギの家畜化が始まったと考えている。ヤギの家畜化の動機は、食用肉、乳、毛や毛皮、燃料のための獣糞の取得にあったと考えられ、その他に、実証は難しいが犠牲祭祀目的も有力である。
なお、ヤギ家畜化の中心地については、タウルス山脈南麓説のほかには、中心地が複数にあったとする説もあり、具体的には家畜ヤギの祖先種である野生のヤギ（Capra aegagrus）の生息域であるザグロス山脈西部が挙げられている。しかしながら、在地の Capra aegagrus が分布しているコーカサスですら、タウルス山脈南麓かザグロス山脈西部で家畜化された家畜ヤギが前8千年紀に人為的に移入されたことが、分子生物学的手法に基づく研究により示されている。また、20世紀後半時点では、考古時代のイラン高原におけるヤギ飼育については組織的な研究がなされていない現状がある。
西アジア各地の遺跡から出土した、古代の人類がゴミとして捨てたヤギの骨の調査に基づくと、ヤギ肉の消費量は、PPNB後期初頭（前7,500～前7,300年頃）までは、家畜ヤギより野生ヤギの方が多かった。それでもヤギの家畜化は進展し、PPNB後期末（前7,000年頃）になると、本来は野生ヤギのいなかった地域にまで、東西は地中海沿岸からザグロス山脈まで、南北はタウルス山脈からネゲヴ地方まで広がる西アジアに広がった。
イラン高原では、前7,000年頃にヤギを組織的に繁殖させていた痕跡を示す遺跡が非常に多く見つかっている。ユーラシア大陸の東半分への、イラン高原からの家畜ヤギの拡散ルートは、シルクロード経由で北アジア、モンゴル高原へいたるルートと、ハイバル峠経由でインド亜大陸へいたるルートの2ルートがあったとする説が一般的である。西アジアを除くアジア各地の在来種（近代以後に移入された品種ではない種）は、遺伝距離に基づいてモンゴルのグループ、その他の東アジアのクラスタ、南・東南アジアのグループの3系統に分けることができ、遺伝的多様性も内陸部から沿岸・島嶼部へ行くにしたがって失われていく傾向が見られ、通説は分子生物学的観点とも矛盾しない。

### 利用

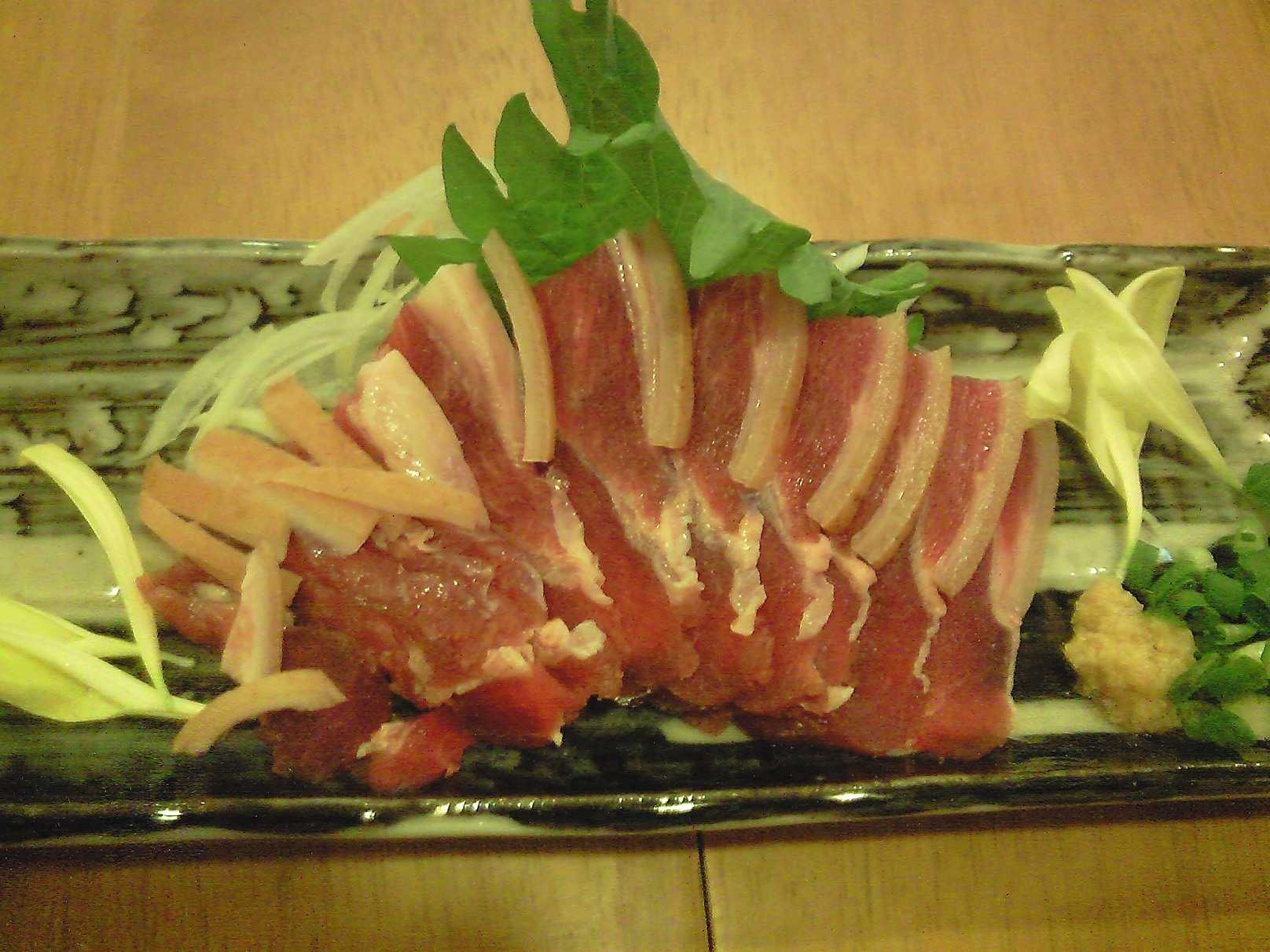
山羊刺し。

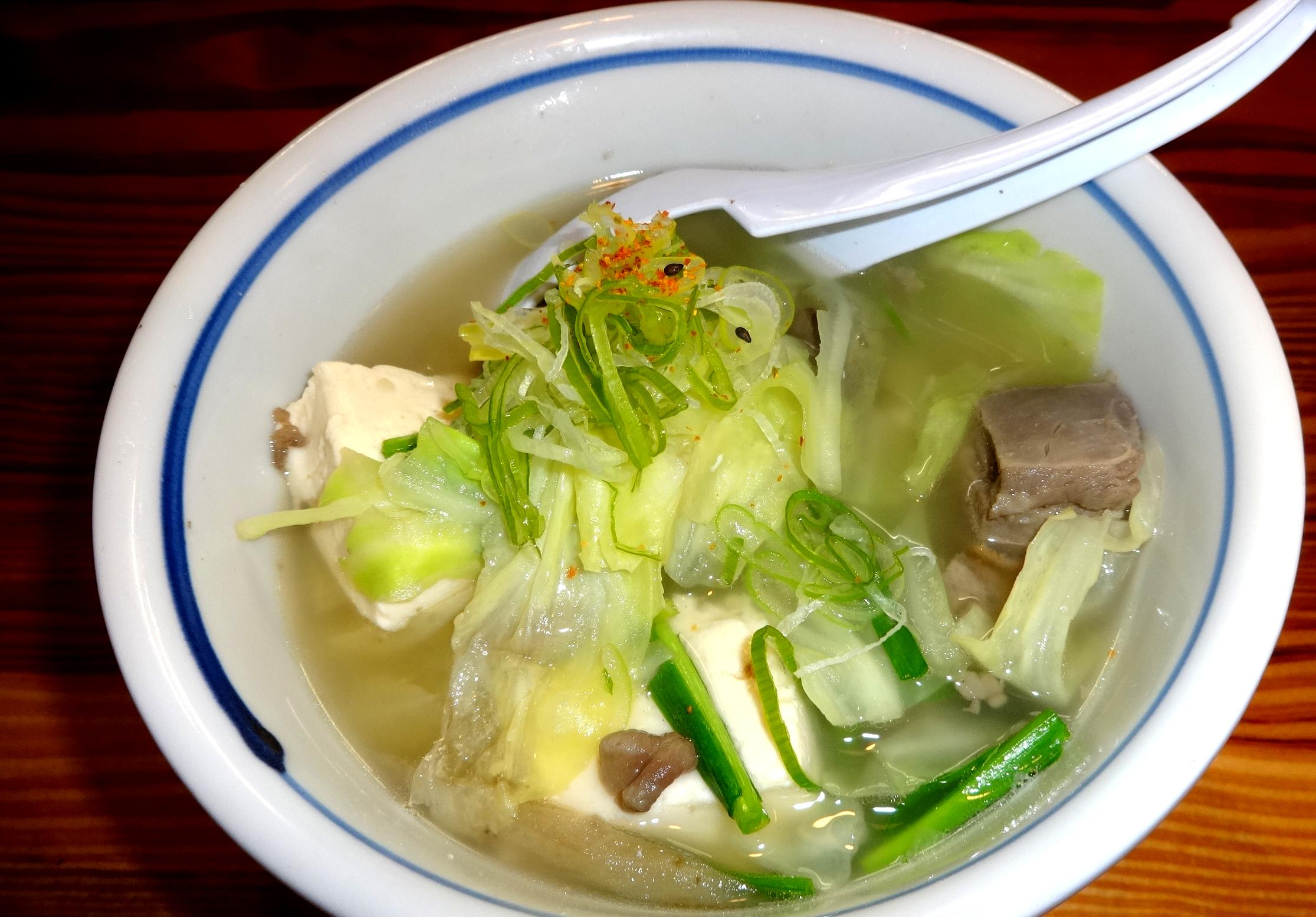
奄美大島の山羊汁。

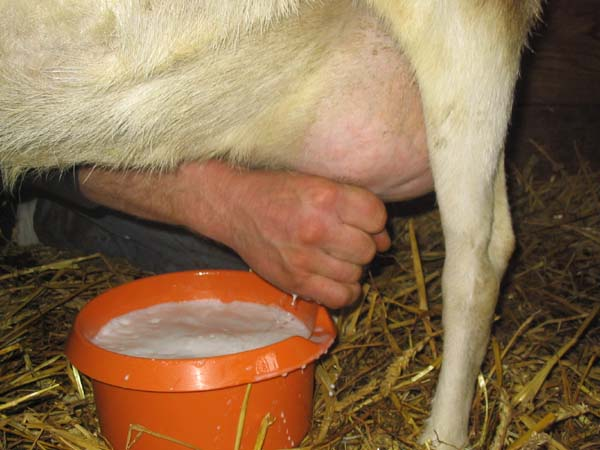
山羊の乳しぼり。

#### ヤギ肉
ヤギ肉は、牧畜を行う地域ではおおむねポピュラーな食肉で、羊肉と区別されずラム・マトンとして利用されることも多い。東南アジアでは煮込み（山羊汁）が普通で、ローストなどは一部特殊種類の山羊だけに見られる調理法である。南アジアではカレーに使われる。ベトナムでは薄切りにして炒め物にしたり、焼肉にしたり、鍋料理にされる。中華人民共和国では、雲南省、広西チワン族自治区などで一般的で、毛が黒い「黒山羊」を鍋料理やスープにすることが多い。台湾では元代から飼育の記録があり、屋台や専門店で出されている薬膳羊肉という煮込み料理に黒山羊などの肉を使う店もある。地中海沿岸でも骨を煮てスープを取ることが行われる。ヤギ肉には独特の臭気があり、南アジアのエスニック料理ではにおい消しのため香辛料が発達した。
日本においては、南西諸島以外ではあまり馴染みがないが、沖縄県ではヤギは沖縄本島等でヒージャー、宮古島でピンザ、多良間島でピンダと呼ばれ、郷土料理である沖縄料理に一般的に用いられ、汁物（山羊汁）や刺身（山羊刺し）として食べられる。特に睾丸の刺身は珍重される。沖縄と同様に鹿児島県の奄美料理（奄美地方の奄美大島、徳之島、喜界島など）やトカラ列島などでも年越しや祝いの席の御馳走として振る舞われる。喜界島には、ヤギ汁や刺身の他にヤギ肉を血液、野菜とともに炒める「からじゅうり（唐料理）」という炒め物がある。
沖縄のヤギ汁は馴れない者は受けつけないほどの強烈な臭みがあり、臭み消しに大量のヨモギ（ふーちばー）等を入れるが、徳之島や喜界島の島ヤギは臭みが少なく、臭み消しを大量に使う必要がないといわれる。なお、奄美大島の北部や徳之島では現在ヤギと呼び、喜界島ではヤジーと呼ぶが、江戸時代にはヒンジャ、ヒンザなどと呼ばれており、奄美大島南部の瀬戸内町を中心にまだこの呼び方が残っている。

#### ヤギ乳と乳加工品
ヤギ乳は、10か月の授乳期間中の最盛期（たいていは四期間中の第三期）で、平均2.7〜3.6キログラム（約2.8〜3.8リットル）、泌乳初期は多く生産され、終り頃になると少なくなる。乳脂肪は平均 3.5% である。
バターやチーズ、ヨーグルトなどにも加工されるが、ヤギ乳は牛乳アレルギーのある人の代替飲料として好んで用いられていた。また、牛乳よりも乳糖が少なく、消化性に優れ、芳醇な風味もあるため、アレルギーのいかんにかかわらず好む人は多い。同様に乳糖を分解しづらい多くの犬、猫、その他ペット用に、ヤギミルクが販売されている。
牧民はヤギの乳を様々に加工して用いる。ヤギ乳のチーズはシェーヴルチーズと呼び、白色で軽い食感をもち、軽い酸味と特有の香りをもつものが多い。フランスのクロタン（Crotin de Chavignol）、ピコドン（Picodon de l'Ardeche）などが有名。
風味を生かしたアイスクリームなども製造されている。また、アトピー性皮膚炎にも有効といわれている。アメリカ合衆国では、メイヤンバーグ社がヤギのミルクや粉ミルクを広く流通させており、米国内の大手のスーパーでは大抵手に入る（粉ミルクは日本の輸入雑貨店でも売られている）。
太平洋戦争中は、牛に比べて大きさが手頃なことから、日本でも多くの民家でヤギの飼育が行われ、食肉やミルクの供給源となった。しかし、敗戦後はGHQの指導によりヤギ乳に代わって牛乳が普及したために、日本国内における現在の生のヤギ乳の生産高は少ない。
栄養についての注意
米国小児科学会は、ヤギ由来の乳児用ミルクを止めさせている。2010年4月のレポート「乳幼児用の新鮮なヤギ乳：神話と現実」の勧告を要約すると、「文化的な信念やネットの誤った情報で、多くの乳児に良いと考えられているが、殺菌消毒されていない生のヤギミルクは、生命を脅かすアレルギー反応、溶血性尿毒症症候群、感染症などを引き起こす可能性がある。」と報告している。未治療のヤギ・ブルセラ症の死亡率は2％とされる。またアメリカ合衆国農務省によると、含まれる鉄分、ビタミンC、ビタミンD、チアミン、ナイアシン、ビタミンB6、およびパントテン酸が乳幼児の栄養ニーズの量と合致せず、腎臓に害を与え、代謝障害や重度の貧血と高ナトリウム血症を引き起こす可能性があるため推奨していない。英国保健省、カナダ保健省も、生のヤギ乳を乳幼児へ与える事への危惧を勧告している。

#### ヤギの毛
繊維として防寒着や敷物、タペストリーなどに用いられる。上述のアンゴラ（モヘア）やカシミア（カシミアウール）は特に有名。
ヤギの毛は筆の素材としても用いられる。非常に柔らかく含みがよいので、直に人の顔に当てる化粧筆の素材として好まれる。書道筆や画筆とする場合も、細かい線描よりにじみやぼかしを活かす用途に適する。
ヤギの毛は服用ブラシにも使われる。

#### 医薬領域での利用
ヤギ、特にシバヤギは、実験動物として利用されている。ヤギは他の実験動物よりも体が大きく、血清が大量にとれるため、ポリクローナル抗体（主に二次抗体）作製のためにもしばしば用いられる。また、遺伝子組み換え技術により、乳汁中に有用タンパク質を分泌するヤギが作成されている。性成熟が早く、泌乳量が多いことなどの点で、ヤギは他の動物に比べ優れている。

#### 除草
羊や牛に比べて好き嫌いが少なく固い植物でもよく食べるほうなので除草に利用される。他にも除草剤や草刈り機を使わないので環境に優しく草汁などの悪臭が出ない事、斜面の様な地形では人間以上のパフォーマンスを発揮できるという利点があげられる。耕作放棄地に放牧することで雑草を除草し、ニホンザルやイノシシの隠れ場所を減らすことで結果的に野生動物による農作物に対する食害を減らす試みも行われている。
アイルランドでは、山火事対策として、燃えやすい低木ハリエニシダを食べさせる。また、イタリアなどの地中海沿岸諸国、アメリカのカリフォルニアなどでは、低木や雑草を食べさせ防火帯とするようにしている。
副次的な効果として、日本ではヤギの飼育自体が珍しくなっているので近隣住民の見物や自治体や団体による山羊とのふれあいイベントなどで、地域住民のコミュニュケーション活性化につながるとの報告もあがっている。2010年代頃から商業農家や企業によるヤギの販売やレンタルサービスが増えるに連れて採用される例が徐々に増加している。
しかし、生物である以上好き嫌いもあり葉は食べても固い茎や根などは残す、毒草などを誤食しないように除草エリアの確認、草刈り機に比べてムラが出るといった事を考慮する必要がある。除草の際には監視や囲いなどでヤギを管理しないと脱走や花壇の花など意図しない植物を食害してしまったり、糞害等の問題が発生した事例も存在する。一匹では寂しがってよく鳴くようになるので、騒音とヤギのメンタルヘルスの観点からも複数頭で放牧することが推奨される。

#### その他
セーム革として拭き物や布として用いられる。山羊皮、シェーブルレザー（子ヤギ皮）はバックや靴などにも使われる。

## 品種

### 代表的な品種
ザーネン種
スイス西部のザーネン谷原産の乳用種。
ヤギの種では最も一般的で、多くの人々がヤギと聞いて真っ先にイメージするものである。
毛色は白で、乳房が発達している。日本のヤギのほとんどはこの種もしくはその雑種である。（日本ザーネン）雌雄共に角がないものも見られ無角が遺伝子的に優性でこの無角遺伝子と間性は深い関わりがうかがえる。搾乳目的の無角山羊を飼う場合は注意が必要である。逆にペット山羊としては間性山羊は必ず無角であり、発情期の悲鳴が無い事から注目される。
トッケンブルグ種
スイス原産の乳用種。毛色は褐色。目の上から鼻にかけて2本の白線があり、これはオリジナル3種の幼獣には全て見られる。雌はそのまま成長し、雄の白線は消失する。相当変異する遺伝的特徴と思われる。この特徴は狭義のスイスマークとして知られ、アルパイン種、ヌビアン種、ピグミー種などの有色山羊にまま見られる。
アルパイン種
スイス・フランスのアルプス地方原産、ヨーロッパ、北アメリカなど世界各地で飼養されている。ブリティッシュおよびフレンチ・アルパインが代表的だが、近年アメリカン・アルパインが作出された。同種の乳器改良により、乳牛用搾乳機の利用が可能になっている。
ヌビアン種
アフリカ東部ヌビア地方原産、アフリカ、ヨーロッパなどで飼養されている。ヌビアンにはアングロ・ヌビアンとスーダン・ヌビアンがいるが、通常ヌビアンというのは前者のことを指す。毛色は黒、褐あるいは黄褐を基調としてそれぞれの斑紋など多様である。無角で長い垂れ耳の山羊の代表種、乳量が600-800キログラムと言う文献もあり周年繁殖種としては出色で詳しい情報が待たれる。
マンバー種
中東の砂漠地帯で遊牧民などに飼われる。毛色は黒。毛をテントやロープの材料として用いるほか、乳を食用とする。
カシミア種
中国の新疆ウイグル自治区や内モンゴル自治区、モンゴル国で飼育されている。産毛はカシミアウールとしてニット製品に用いられている。
アンゴラ種
トルコ、アナトリア半島のアンカラ（古称アンゴラ）地方原産。毛はモヘア織りの原料となる。
ジャムナバリ種
インド、東南アジアで飼育される。白地に褐色や黒の斑点をもつ。耳が垂れ、盛り上がった鼻筋が特徴。食肉用や乳用にされる。

### 小型の品種
シバヤギ
体重 20–30キログラムの小型のヤギ。長崎県西岸や五島列島で昔から飼育されていたものから、明治以降に品種改良を進めて作り出された。周年繁殖、すなわち季節を問わず1年中繁殖が可能。雌雄ともに角があり、オスの方が角が太くより後方に伸びる。近年、飼育頭数が減っており、現在は東京大学農学部付属牧場、農研機構、長野牧場などで小さな集団が維持されているのみである。また、日本テレビの『ザ!鉄腕!DASH!!』の「DASH村」（福島県双葉郡浪江町、現在は東日本大震災による福島第一原子力発電所放射能事故より他県に避難中）で飼育されている八木橋一家（現在はその子や孫のみ）もこのシバヤギである。トカラ列島の鹿児島県十島村で飼育されていたトカラヤギは、シバヤギよりさらに小さく、成雌で20 kg以下である。
ピグミーゴート
北アフリカ西部原産小型のヤギ。最初にヨーロッパに持ち込まれ、次いでアメリカに渡りミルクの搾れるペット山羊として人気があり、この地でピグミーゴートと呼ばれだしたと考えられる。愛好会による品評会が盛んなためか、インナーブリードによると思われる特異な個体（反転スイスマーク個体、体の前と後ろで色が異なる個体）が散見され、同時に交雑が進んでいる。
元来ピグミーゴートはオリジナルのベゾアールに一番近い形体が残っていたと思われ、純粋に近い両親からは全て同じ柄（体色に濃淡の変化はあるが全身にスイスマーク）の子供が生まれ、メスはそのまま成獣となりオスは一年から二年で全く別の体色の成獣となる。
一部によくシバヤギやトカラヤギと体重、体高を比較されるが、普通は一回り大きい。しかしヤギの体重はほとんど一生増え続け、適度な飼料と微量要素を与えるとシバヤギで100キログラムを越えた例、ヤクヤギ（トカラヤギが移入）で90キログラムを越えた例も見られ、比較にあまり意味はない。

## ヤギによる環境破壊
ヤギは厳しい環境にもよく耐え、繁殖力も強いので特に厳しい環境下では貴重な家畜である。しかし、乾燥地帯や冬場で、餌となる植物の葉や芽の部分を食べ尽くしてしまうと、ヒツジ等とは異なり、残った樹皮や樹根も食べてしまうため、植物が再生することができず、森林破壊等の原因となることがある。

### ノヤギによる影響

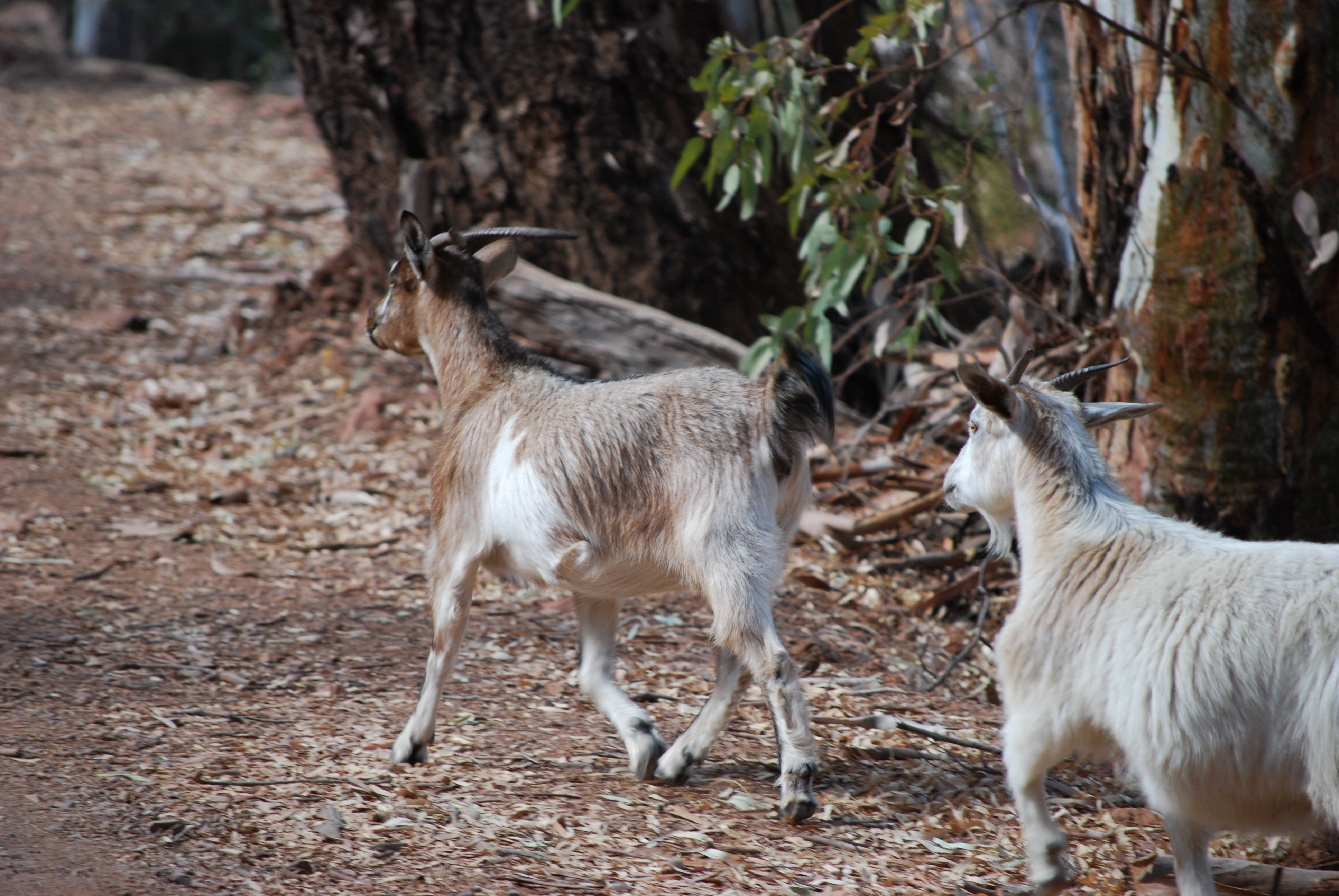
オーストラリアを闊歩するノヤギ。

ここで言うノヤギ（野ヤギ）は、家畜として飼っていたヤギが逃げ出すなどで野生化した個体である。家畜化の歴史の項で述べたように、船乗りたちは昔から必要時の肉資源として、孤島などにヤギを放して利用してきた。このほか過疎化等によって無人化した孤島に、家畜のヤギが取り残されて野生化することもある。
このようなヤギ（ノヤギ）の増殖による生態系の破壊が問題となっている。ことにかつて船乗りたちがヤギを置き去りにした大洋の離島においては、離島産の固有植物がヤギにより著しく食害され絶滅を危惧されるまでに至っているため、ヤギは世界の侵略的外来種ワースト100の1種に選定されている。
日本では、南西諸島、小笠原諸島の無人島の聟島列島や、伊豆諸島の無人島である八丈小島、尖閣諸島などでノヤギの数が増え、植生破壊や農業被害及び土壌流失による周辺漁場への悪影響等の問題が起こっており、外来種による生態系破壊の中でも最も深刻なケースの一つとなっている。小笠原諸島では、当初は動物愛護の観点から捕殺ではなく、ヤギを生け捕りにして、ヤギを食べる習慣のある沖縄へ送っていたが、長旅のストレスにより多くのヤギが死亡したため、生け捕り後安楽殺（薬殺）という手段に変更した。八丈町は捕獲したヤギを八丈島に保護・収容して里親を募集したこともある。尖閣諸島の魚釣島では、日本の右翼団体によって1978年に与那国島からヤギ（ザーネン種）（雄雌各1頭）が持ち込まれ、300頭を超えるまでに爆発的に増加した。各地のヤギ対策は現在も続いている（聟島列島では完全に根絶した）。
19世紀に小笠原諸島に持ち込まれたヤギもノヤギとなっている。植物を食べつくし、土壌が踏みつけられ植生を破壊することから、東京都は平成9年度から排除を行った。
2022年ごろに、世界自然遺産に登録された鹿児島県の奄美大島で、土砂崩壊や希少植物の食害などを引き起こすなどしている。

### 家畜のヤギによる影響
中国、モンゴル等、東アジアの乾燥地帯では、ヒツジよりも利益率の高いカシミア種のヤギの飼育数が増え、砂漠化が進む一因ともなっている。また、中近東などでの砂漠の拡大にも、ヤギが影響していると考えられている。

## 文化の中のヤギ

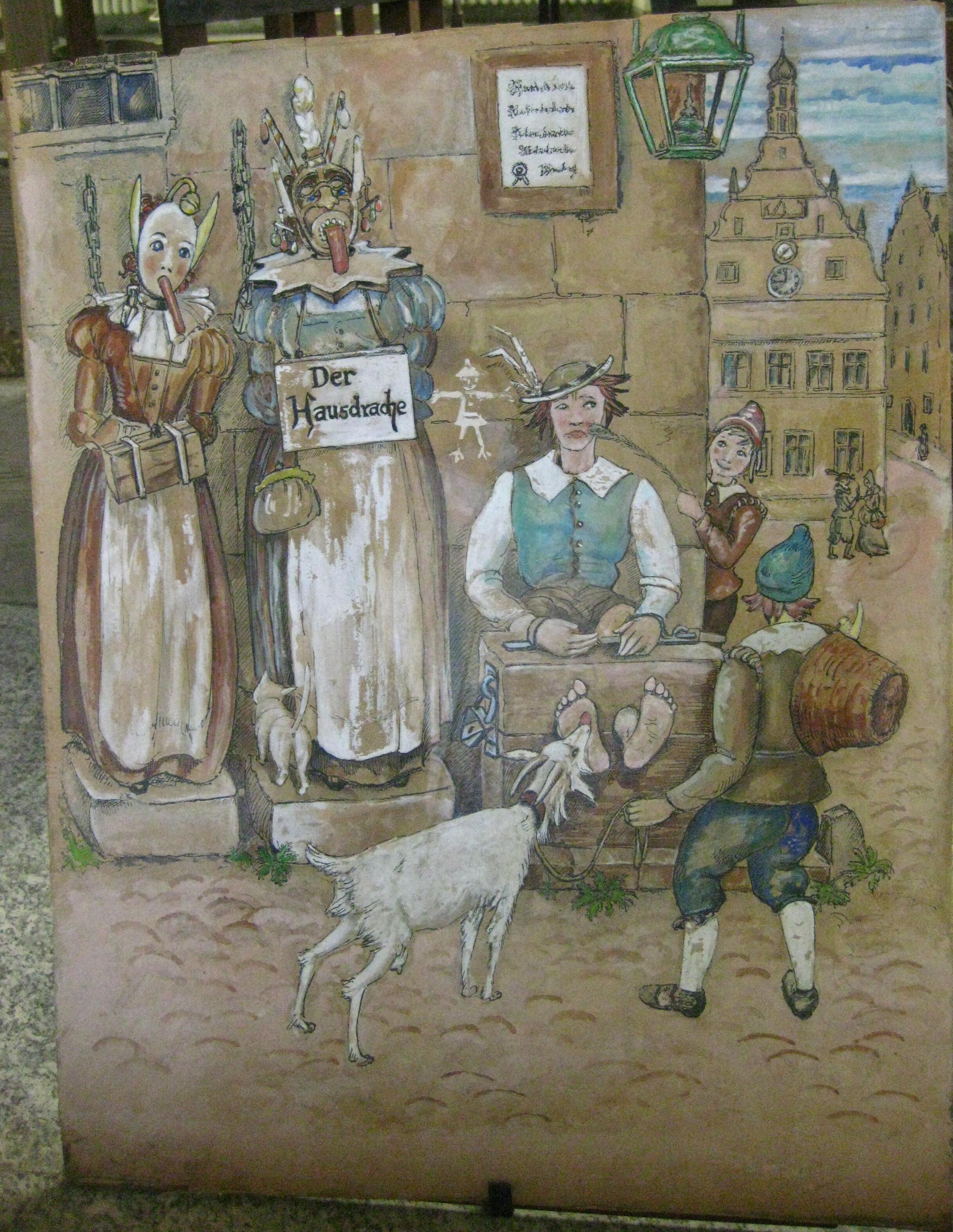
イタリアで行われていたとされる罪人の足に塩水を塗り、ヤギに舐めさせる刑罰。

ヤギは古くから家畜化されていたため、文化の中に様々な形で登場する。

### 神話・伝承の中のヤギ
- やぎ座
- ぎょしゃ座：星図絵には子ヤギを抱いた「御者」の姿が描かれ、α星カペラの名もヤギに由来する。
- エンキ：エンキのシンボルは山羊と魚。
- アマルテイア：クレタ島で赤ん坊のゼウスを育てた牝ヤギ。
- コルヌコピア：豊饒の角。
- パン（ギリシャ神話）：ヤギの下半身とツノをもつ半獣神。色と酒を好む。サテュロスとも近縁。
- ディオニューソス：黒いヤギの皮を着ているとされ象徴の一つである。またディオニューソスに捧げる悲劇をトラゴーイディアー（山羊の歌）と呼ぶ。
- バフォメット：一般的にヤギの頭と下半身、両性具有のヒトの体、カラスまたはコウモリの翼をもつ姿で描かれる悪魔。
- スケープゴート：「贖罪の山羊」の意から。
- タングリスニとタングニョースト - 北欧神話の雷神トールの戦車を引く山羊。皮と骨さえ無事ならトールの祝福で何度でも復活するとされる[42]。
- 生肖(中国などの十二支)では、羊が入っている。この羊だが、中国語では羊もヤギ（山羊）も表す。羊は北方にしかいないため、多くの場合はヤギが用いられる。だが、香港大学で中国の神話を研究する余文章に言わせると、どちらも正しいとされる。また羊がいないベトナムではヤギで定着している[43]。

### 犠牲（生贄）のヤギ
ヤギは古くから犠牲にささげる獣（生贄）として使われることが多い。古代のユダヤ教では年に1度、2匹の牡ヤギを選び、くじを引いて1匹を生贄とし、もう1匹を「アザゼルのヤギ」（贖罪山羊）と呼んで荒野に放った（旧約聖書 レビ記16章）。贖罪山羊は礼拝者の全ての罪を背負わされ、生きたまま捨てられる点で生け贄と異なる。特定の人間に問題の責任を負わせ犠牲とすることをスケープゴート（scapegoat、生け贄のヤギ）と言うのは、これにちなんだ表現である。
現代的表現の例としては、アメリカのヤングアダルト小説の旗手であるブロック・コール『ヤギ・ゲーム』（日本語訳 徳間書店、中川千尋 訳）が挙げられる。

### 悪魔の象徴としてのヤギ

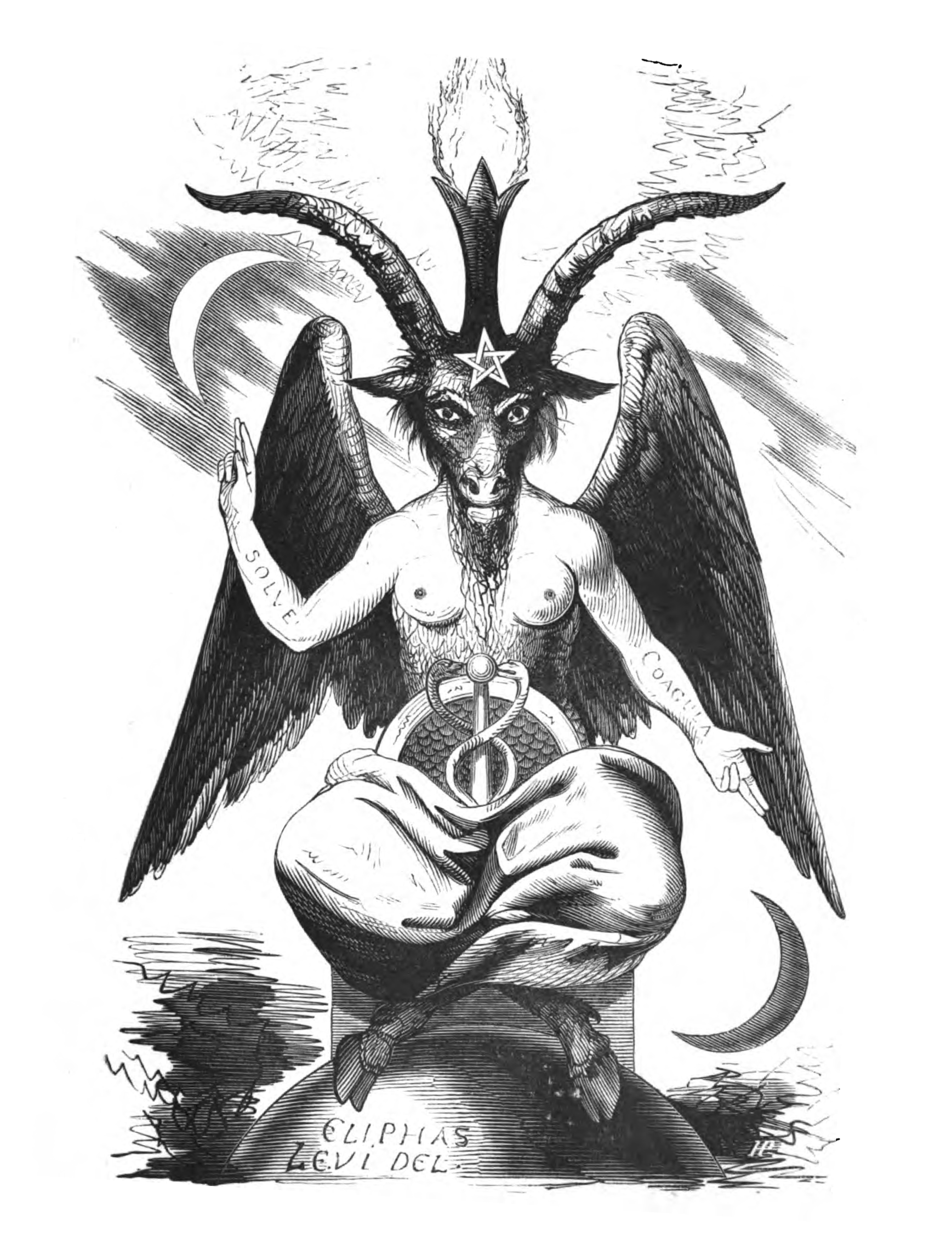
エリファス・レヴィによるバフォメット

新約聖書（マタイによる福音書）では、（特に「羊＝良きものの象徴」との対比で）ヤギを「悪しきものの象徴」として扱うくだりがある。ヨーロッパやアメリカなどのキリスト教文化において、ヤギには悪魔の象徴としてのイメージが強いが、これは、ギリシャ神話のパンやエジプト神話のアモンのような山羊神、あるいは、祭司が角のついた仮面をかぶって獣の扮装をして踊り、豊穣な獲物を願うような素朴なシャーマン信仰における森林神等、キリスト教の公教化とともに駆逐された先行宗教の、邪神化された“異教”神たちのイメージから来たものであろう。古代ローマではヤギは欲望と性的快楽の象徴とみなされていた。ここからやがて、バフォメットのようなヤギ頭の悪魔が考え出され、悪魔崇拝者が好んでヤギの仮面をかぶったりする。また、中世では、悪魔の化身としてのヤギに乗って空を飛ぶ魔女の版画などもある。
古くはイソップ寓話にも見るように、オオカミなどに食べられる被捕食者としての弱々しいイメージをもつが、その一方で、中国では、角の形から、ねじくれた性格の象徴にもなっている。

### 先頭の山羊
（西洋の）文化的に、山羊と羊は、対比的に扱われる。
「先頭の山羊」とは、羊の群を制御するさいに混ぜる山羊のことである。羊はおとなしいので、性格の激しい山羊を混ぜてやると、山羊が先頭に立ち、羊はその後について行く。牧人は山羊を制御すれば、羊の群れ全体を制御できることになる。

### 迷信
- 中部アフリカに位置するルワンダでは、女性はヤギの肉を食べてはならないとされている。口にするとヒゲを生やしてしまうと考えられているためである。同地域では、女性は幼い頃からヤギの肉を避けるべきであるとされている[44]。

### ヤギとジェスチャー
地中海での子ヤギは無力・役に立たない人を例える言葉であり、人差し指と小指を立てるジェスチャーは相手をそのような意味で揶揄・侮辱するものとされる。